# Сава Тверски
Сава Тверски († 1467) је светитељ Руске православне цркве и оснивач и игуман Сретењског (или Савинског) манастира у Тверској губернији.

## Биографија
О његовом детињству и световном животу има мало података, а остали биографски подаци о њему су веома штури и фрагментарни. За почетак Савиног монашког живота сматра се 1397. година, када је у селу Савино основан Сретенски Савин манастир, у који је Сава дошао са братом Варсануфијем и ту живео до своје смрти 1467. године.
Двадесетак година Сава је живео монашки разним послушањима. Тек 1417. године, игуман Варсануфије, кога је Сава Вишерски поставио да руководи манастиром, повукао се у пустињу а за новог игумана изабран је његов брат Сава.
Сава је био игуман манастира око 50 година. Био је веома строг и захтеван према браћи. О томе сведоче речи Јосифа Волоцког, које су преживеле до данас: „Видели смо блаженог Саву, који је био игуман манастира Савин, у Тверској области, више од 50 година. Толико је марио за своју паству да је увек стајао на вратима цркве са штапом у руци. Ако неко од братије није дошао на почетак богослужења у цркви, или отишао пре отпуста, или разговарао за време појања, или се преселио са свог места на друго, онда монах Сава о томе није ћутао, него је то забрањивао, тако да није занемарио ни мање преступе...”
Сава је саставио посебну повељу за свој манастир, која се тренутно чува у московској Успенској цркви, на крају повеље је постављена васкршња служба.
Успомена на светог Саву Тверског празнује се 2. марта[3] и у Сабору Тверских светитеља.